# Скрипино (Владимирская область)
Скрипино — деревня в Меленковском районе Владимирской области. Входит в состав Бутылицкого сельского поселения.

## География
Деревня расположена в 21 километре к северу от Меленок.

## История
В 3 км на восток от деревни находится Куземский погост. На месте данного погоста когда-то существовал женский Предтеченский монастырь. Время основания этого монастыря неизвестно, а упразднен он был в первой четверти XVII века, о чем есть сведения в писцовых книгах 1628-1630 годов. В окладных книгах Рязанской епархии за 1676 год имеются сведения о приходе погоста Куземского, где в числе прочих упоминается деревня Скрипино, в ней 3 двора помещиковых и 36 дворов крестьянских. В конце XIX века в деревне Скрипино было 124 двора. 
В конце XIX — начале XX века Скрипино — крупная деревня в составе Бутылицкой волости Меленковского уезда. 
С 1929 года деревня являлась центром Скрипинского сельсовета Меленковского района. 

## Население
| 1859 | 1897 | 1926 |
| ---- | ---- | ---- |
| 511  | 730  | 1241 |

| 1859 | 1897 | 1905 | 1926  | 2002 | 2010 | 2021 |
| ---- | ---- | ---- | ----- | ---- | ---- | ---- |
| 511  | ↗730 | ↗785 | ↗1241 | ↘268 | ↘178 | ↗197 |

## Природные ресурсы
В окрестностях деревни произрастает широкое разнообразие видов сосудистых растений. Населённый пункт окружён смешанными лесами.

## Экономика
В 1 км западнее села расположен карьер, производство известнякового и доломитового щебня.

## Достопримечательности
В 3 км от деревни находится на Куземском Погосте находится недействующая Церковь Иоанна Предтечи (1825-1900)